# La Vergne (Tennessee)
Pour les articles homonymes, voir La Vergne.
La Vergne (en anglais [ləˈvɜrn]) est une ville du Tennessee située dans le comté de Rutherford, aux États-Unis.

## Économie
Le siège social de Singer est dans cette ville.

## Source
- (en) Cet article est partiellement ou en totalité issu de l’article de Wikipédia en anglais intitulé « La Vergne, Tennessee » (voir la liste des auteurs).